# Армянская миниатюра
Армянская миниатюра — национальная миниатюрная живопись средневековой Армении, Киликийского армянского царства и некоторых армянских колоний. Армянская миниатюра имеет несколько основных групп и этапов развития: до XI в.; школы Великой и Малой Армении XI—XII вв.; Киликийской Армении XII—XIV вв.; школы Бардзр-Айка, Ани, Арцаха, Гладзора, Татева, Васпуракана с XIII в.; после XIII в. также в колониях армянской диаспоры.

## Исторический очерк. VI—XII века

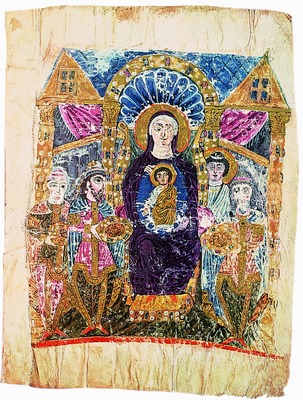
Поклонение волхвов. Миниатюра из «Эчмиадзинского Евангелия». VI—VII века

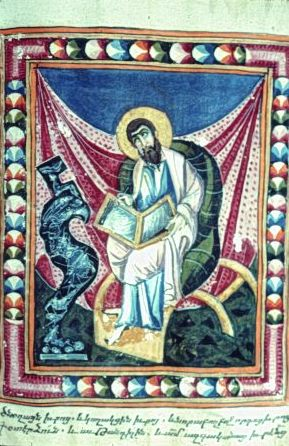
Евангелие царицы Млке, 862 год

Из сохранившихся около 30 тыс. армянских средневековых рукописей около 10 тыс. являются иллюстрированными, из которых 5-7 тыс. — полноценными миниатюрами. Чаще всего иллюстрировались Евангелия, реже — Библия, тонаканы и чашоцы. Рукописи создавались в скрипториях церквей (грчатун). Первые иллюстрированные Евангелия создавались, видимо, со времени их перевода на армянский язык, еще в V веке. Древнейшие сохранившиеся армянские миниатюры относятся к VI—VII вв.. Это четыре миниатюры, прикрепленные к «Эчмиадзинскому Евангелию» 989 года (написано в монастыре Нораванк провинции Сюник). Эти миниатюры, уникальные по своему художественному уровню и образному мышлению, являются ценными образцами раннехристианского изобразительного искусства. Миниатюры VI—VII веков — тематические. Исторические источники сообщают о существовании в VI—VIII веках камсараканской школы миниатюры. Уже в начале VIII века Степанос Сюнеци пишет «толкования хоранов», в которых объясняется смысл используемых цветов, животных и растительных мотивов, обосновываются их эстетическое и смысловое значение. Полностью иллюстрированные книги сохранились с IX века, это «Евангелие царицы Млке» 862 года и два «Эчмиадзинских Евангелия».  Живопись этих рукописей отличается стилистическим и орнаментальным разнообразием, применением золота. С X века хораны заменяют «темпьетто» или крест со ступенчатым пьедесталом, после — «Жертвование Авраама», «Богородица с младенцем» и евангелисты. Среди ранних иллюстрированных рукописей следует упомянуть рукопись 986 года, которая иллюстрирована хоранами, на отдельном листе — изображением креста. Рукописи IX—X веков в основном двух категорий: созданные с профессиональным мастерством и сравнительно простые.

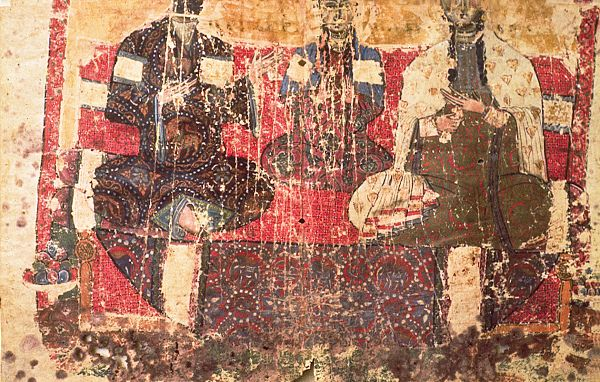
Царь Гагик Карсский и его семья, миниатюра XI века из «Карсского Евангелия»

Вплоть до первой половины XI века миниатюры размещались в начале рукописей («Послание Евсевия», евангелисты и т. д.). Миниатюры этого периода линейные, выполнены несколькими «акварельными» оттенками, простыми «тесьмами». Евангелисты изображены стоящими (две или четыре фигуры). Самые ранние иллюстрированные рукописи XI века датируются 1007, 1018 и 1033 годами. В «Евангелии Вехапара» (X—XI вв.), кроме собственно листовых иллюстраций, есть также множество внутритекстовых иллюстраций. Каждое Евангелие начинается с изображения евангелиста. Многие из этих миниатюр выполнены с большим чувством цвета и ритма (Евангелие, 1038 г.). Со второй половины XI века возвышается анийская школа рукописной книги, одним из самых известных памятников которой является «Евангелие Мугни». Миниатюры этой группы отмечаются монументальностью и «фресковостью», выделяются богатством иллюминации в изображении растений, реальных и мифических существ и т.д.. Многие из них представляют собой энциклопедии, в том числе византийских и ближневосточных изобразительных мотивов. Евангелия начинаются с изображения сидящих евангелистов и титульных листов, получивших почти канонический вид. Тематические изображения «Евангелия Мугни» следуют хоранам и чаще изображаются едино. В дальнейшем такой тип миниатюрного исполнения встречается у Саргиса Пицака и представителей Гладзорской школы.
Из-за византийской и сельджукской агрессии многие армянские царские и нахарарские дома перемещались в западные провинции Армении, где в тесном взаимодействии с византийской культурой развивалось высокое искусство армянской рукописной книги и миниатюры («Евангелие Трапизона», «Евангелие Карса»). Здесь византийское влияние отмечается как в пластике образов, так и в орнаментальных иллюстрациях.
Украшения Евангелий XII века более простые, миниатюр на библейские темы сравнительно мало. В это время окончательно формируется титульный лист с особыми миниатюрными орнаментами. Во второй половине XII века формируется искусство иллюстрации тонаканов (специальные церковные сборники и т. п.). В этих крупных манускриптах текст начинается с изображения образа героя или автора «Жития», главной иллюстрированной буквой и глхазардом. Некоторые рукописи XII столетия своими богатыми иллюстрациям связаны со школой киликийской армянской миниатюры.
Шедевром армянской миниатюры XII века считается «Нарек» 1173 года с четырьмя портретами Григора Нарекаци
Как отмечает один из крупнейших специалистов древней иконографии и миниатюры В. Н. Лазарев, несмотря на взаимоотношения с византийской и сирийской культурой основой стиля армянской миниатюры всегда являлась местная художественная традиция.

### Галерея, IX—XII века

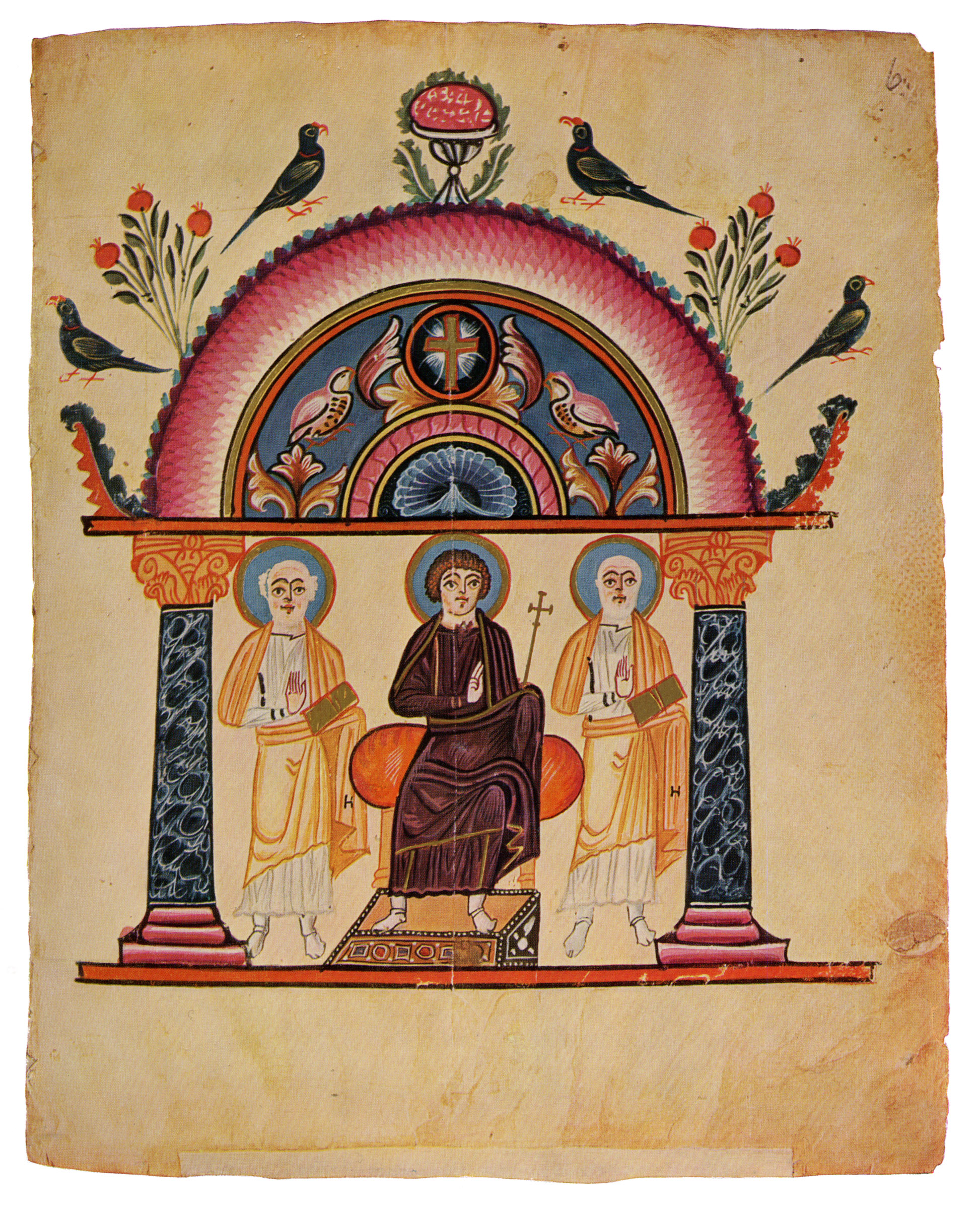
«Эчмиадзинскоe Евангелиe», 989 год
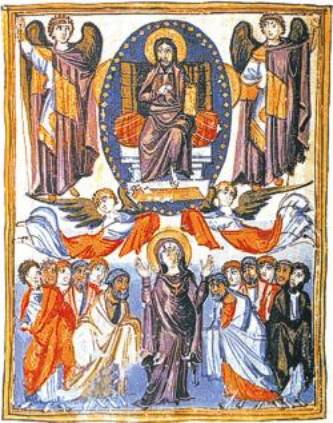
«Евангелие царицы Млке», IX век
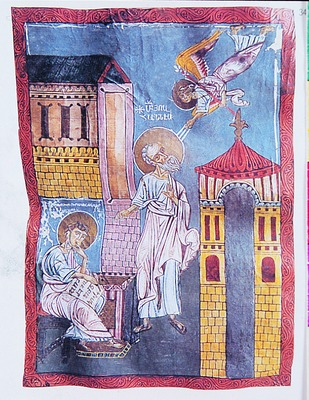
«Евангелие Мугни», 1060 год, Ованес Сандхкаванеци
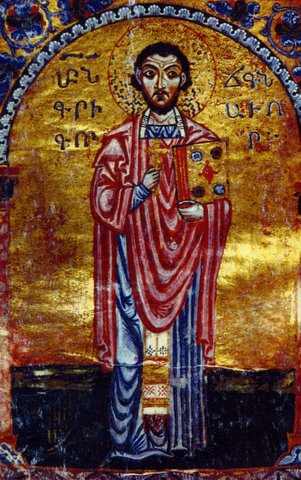
Григор Мличеци. Портрет Григора Нарекаци. 1173 год

## XIII—XVII века

### Краткий исторический очерк.

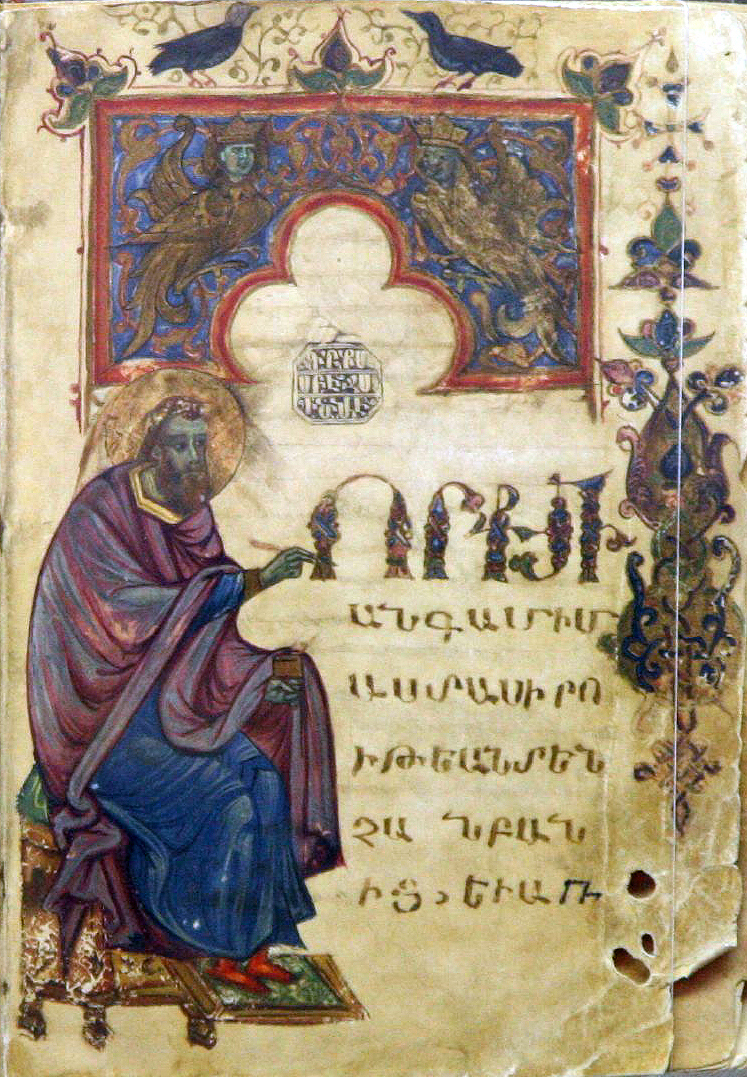
Давид Анахт, рукопись 1280 года

Новое возрождение миниатюрной живописи Армении намечается с первой половины XIII века (до монгольских завоевании) и с последней четверти того же столетия (миниатюрные школы Гладзора и Васпуракана). Одна из наиболее значимых рукописей этого времени «Мшо чарынтир» создана в 1200—1202 годах Варданом Карнеци и Степаносом. Достижения орнаментального искусства XII столетия здесь выражены в наибольшем совершенстве. В первой половине XIII века крупным центром искусства рукописной книги становится Ани. Здесь было создано «Евангелие Ахпата» (1211 г.), в котором сохранилась тематическая миниатюра «Вход Христа в Иерусалим». В это время жил миниатюрист Игнатиос, работы которого (14 сюжетных листовых миниатюр) отличаются линейным стилем, прозрачностью цветов и оттенков. Рукопись из Исфахана содержит 14 сюжетных миниатюр, которые отличаются эмоциональной выразительностью персонажей, особенно женских. В «Евангелии переводчиков» 1232 года персонажи отличаются драматизмом, цветовые оттенки напряжены. С 1224—1261 годов известны ценные княжеские рукописи из Хачена (Нагорный Карабах), которые своим художественным исполнением близки Евангелиям Игнатиоса и Ахпата. Своей роскошью и художественными особенностями отличается «Евангелие Ерзнка» 1269 года. Мастера миниатюрной школы Гладзора конца XIII-го, середины XIV века Матеос, Момик, Торос Таронаци, Аваг, отличаются художественным стилем, и каждый своеобразно носит влияние киликийской миниатюрной школы. Момик, будучи также архитектором и скульптором, создал своеобразные миниатюрные типажи, изобразив персонажей более многопланно, чем представители киликийской школы. Уже в 1320-гг. Саргис Пицак возрождает все виды тематической миниатюры, его творчество характеризуют симметричные композиции, плоскостный геометризованный стиль и т. д.. Торос Таронаци в своих хоранах и иллюстрациях титульных листов внедрял необычные, имеющие древнейшие художественные корни орнаментальные мотивы. В его миниатюрах горы и реки «подвижны», полны внутренней жизни, лица людей изображены лирично. Крайне напряженным изобразил внутренний мир своих героев миниатюрист Аваг, который продолжил некоторые традиции киликийской школы 70—80-гг XIII века. Самые ранние армянские миниатюры со светским содержанием пишутся, в основном, с XIII века. Продолжение традиции гладзорской миниатюрной школы отмечается в Татеве, где Григор Татеваци писал также толкование к рисункам хоранов, а в 1378 году сам иллюстрировал одно Евангелие. В нем сохранены художественные типажы Тороса Таронаци, однако менее выразительны.

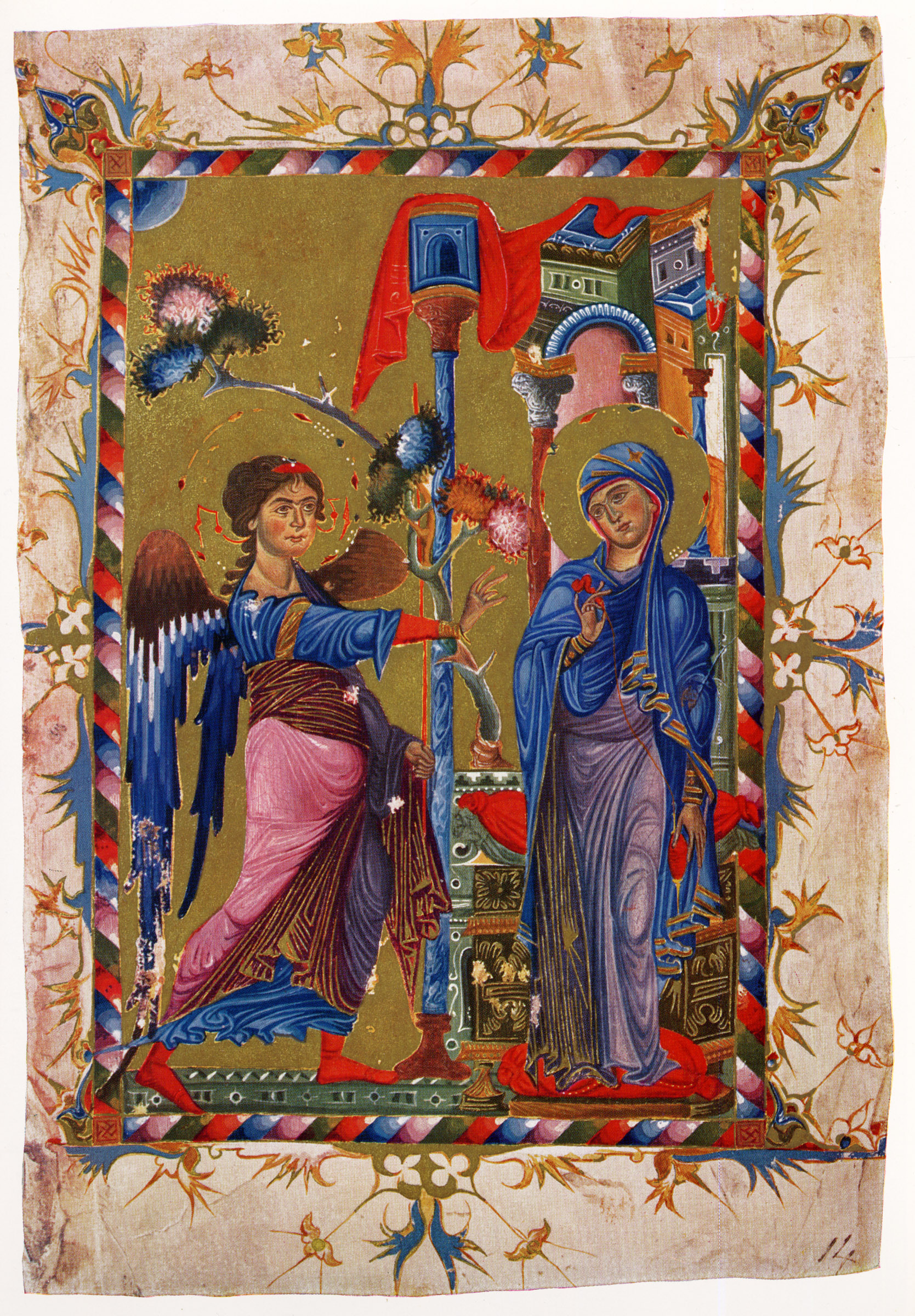
Миниатюра, XIII век, Киликия

Со второй половине XIV века, в связи с потерей армянским народом национальной государственности, армянская культура временно развивается больше в диаспоре — Италия, Крым, Константинополь и т. д.. В самой Армении ценные рукописи продолжали создаваться в Сюнике и Бардзр Айке (Высокая Армения). В последнем особо замечается влияние византийского «палеологического» художества. Миниатюрные традиции Высокой Армении прямо продолжают армянские миниатюристы Крыма — Григор Сукиасанц, Натер и его сын Аветис, Нигогайос Цахкарар и другие. 
В Средневековье были созданы особые руководства по изобразительному искусству — «Паткерусуйцы». Самая древняя из сохранившихся рукописей - «Паткерусуйц» относится к XV—XVI вв.. Среди армянских миниатюристов эпохи отличается также Акоп Джугаеци (XVI—начало XVII века), по версии некоторых историков считающийся последним крупным армянским миниатюристом. Возникновение армянского книгопечатания и станковой живописи имели негативную роль для дальнейшего развития средневековой миниатюры.

### Киликийскаяшкола

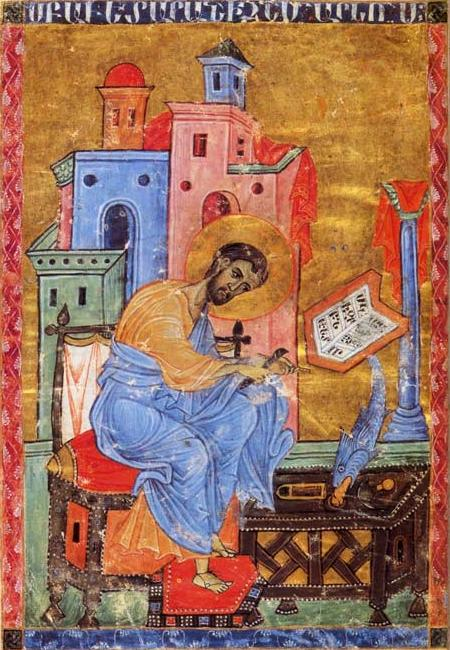
Миниатюра, 1260 год

Армянская миниатюра и книжное искусство XIII столетия наибольшего развития достигает в Киликии. Киликийская школа была сформирована в XII веке, просуществовав до 80-гг. XIV века. В этот период в грачтунах Дразарка, Скевры, Акна, Грнера, Бардзраберда работали талантливые художники Григор Мличеци, Костандин, Вардан, Киракос, Ованес, Торос Рослин, Григор Пицак, Саргис Пицак, Ованес Аркаехбайр. Древнейшие рукописи этой школы в основном из Дразарка. Со второй половины XII века один из центров киликийской школы миниатюры становится Скевра, где были сформированы его основные принципы. Известны имена трех миниатюристов из Скевры — это Вардан, Костандин и Григор Мличеци. Известная рукопись Мличеци — «Книга скорбных песнопений» Нарекаци, иллюстрированная в 1173 году. К 1193 году относится Львовское евангелие (в армянской традиции — «Евангелие Скевры») того же миниатюриста. В последней работе уже более ощутимы новые характерные черты киликийской армянской миниатюры. Эта школа снова возродилась после правления Хетума I во второй половине XIII века, чему предшествовал сравнительный упадок первой половины того века.
Начало развития грчатунов Ромклы относится 60-гг. XII столетия. Древнейшая иллюстрированная рукопись из Ромклы — Евангелие 1166 года. Город Ромкла становится центром развития киликийской школы миниатюры во второй половине XIII века. Это развитие тесно связано с деятельностью католикоса Костандина I Бардзрабердци. Первый мастер этой школы — Киракос. Большая часть рукописей Ромкла (в том числе Тороса Рослина) была создана по заказу киликийского католикоса. Наряду с Киракосом, еще одним мастером миниатюры 40—60-гг. XIII века был Ованес. Сохранилось значительное количество рукописей неизвестных художников второй половины столетия. Хотя система иллюстрирования Евангелий изменилась незначительно, существенно обогатился их тематический и орнаментальный охват. Торос Рослин дает новые иконографические изводы евангелическим темам. Его высокие классические работы оживляются тем, что миниатюрист использует реальные типажи и лица для создания евангелических образов. Хораны и сцены сопровождаются изображениями библейских пророков. Рослин развивает цвет до тончайших оттенков, использует богатые прозрачные тоны, придает персонажам необыкновенную естественность. Торос Рослин и последующие представители киликийской придворной школы во многом опередили итальянское треченто XIV века. В «Евангелии царицы Керан» (1272 г.), «Евангелии принца Васака», «Лекционарии Хетума II» (1286 г.) и других работах 1280-гг. автор синтезировал изобразительные методы армянской и других культур. Художники того времени развивают стиль Рослина в сторону некоторой драматизации образов. Блестящими образцами библейской иллюстрации являются Библии школы Ованеса Аркаехбайра 1263—1266 и 1270 годов, а также «Библия царя Гетума» 1295 года. Однако в целом, после падения Ромкла (здесь находился престол католикоса) в 1292 году киликийская миниатюрная школа терпит упадок, тематические миниатюры почти не создаются.

### Галерея, XIII—XV века

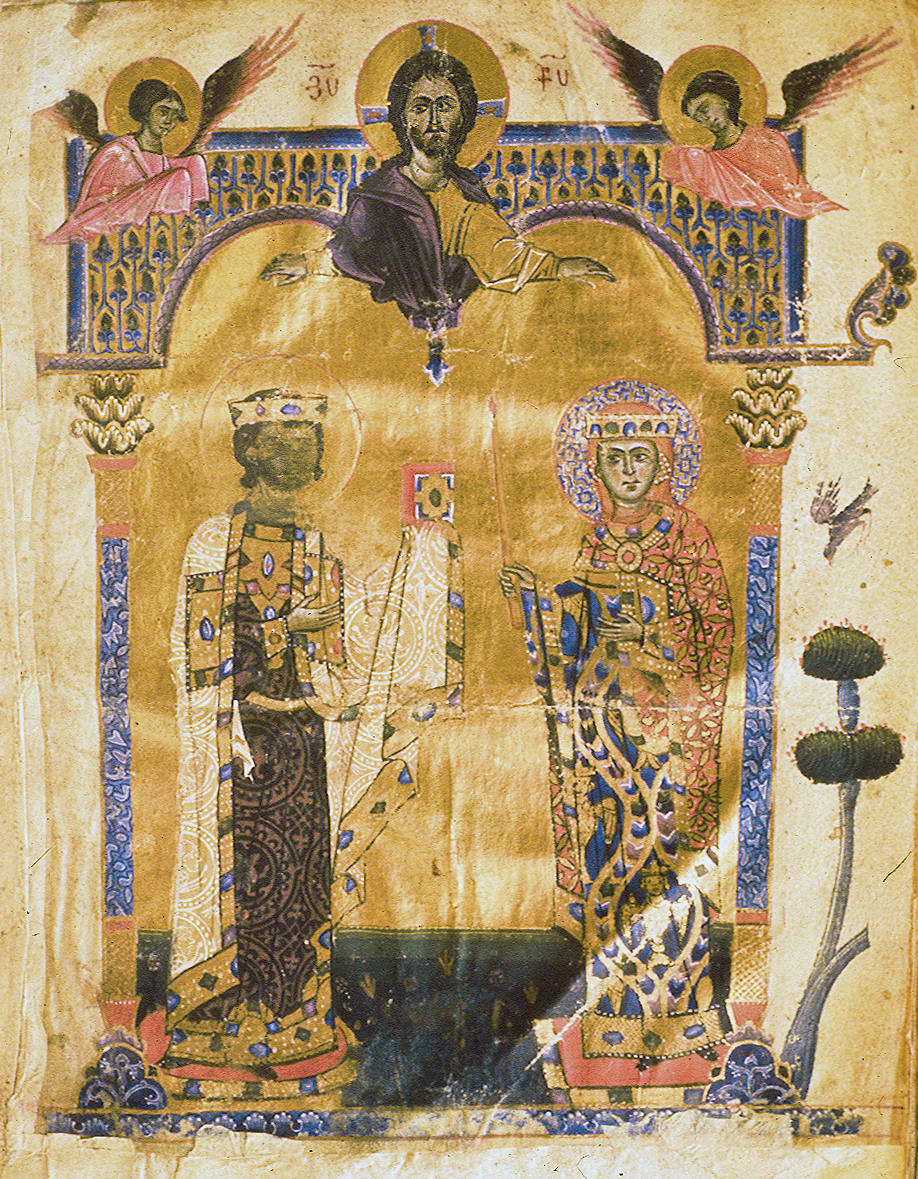
Миниатюра Тороса Рослина, 1262 год
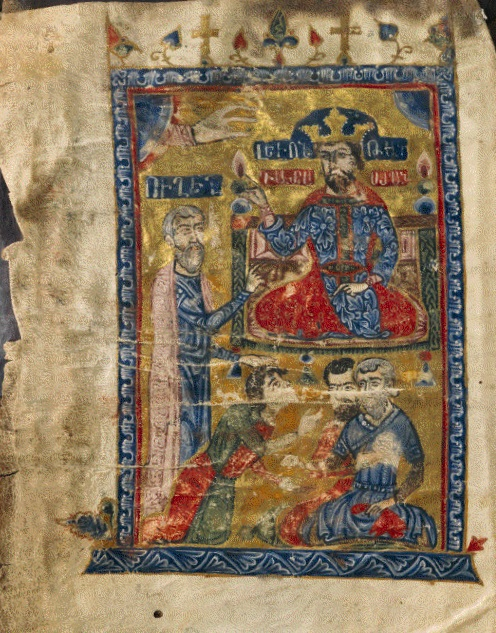
Миниатюра Саргиса Пицака, 1331 год
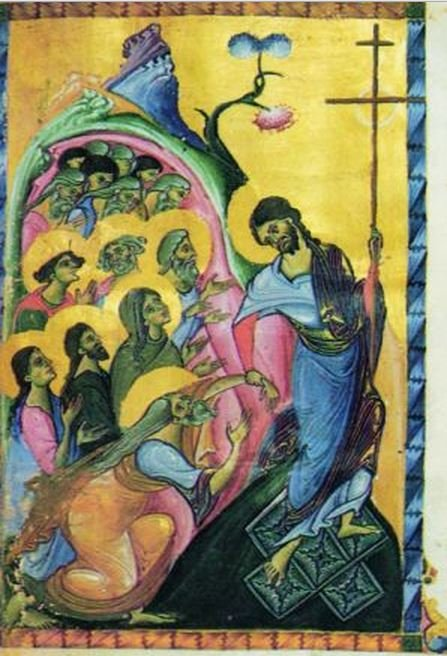
Ованес Аркаехбайр, «Уничтожение Ада»
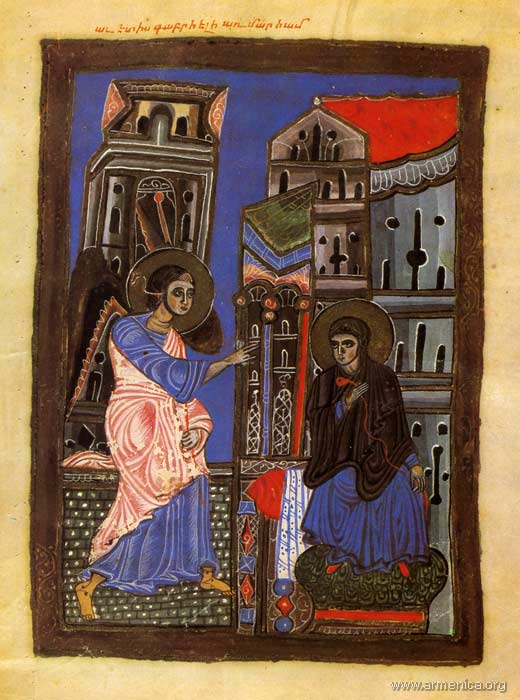
Миниатюра Григора, 1232 год
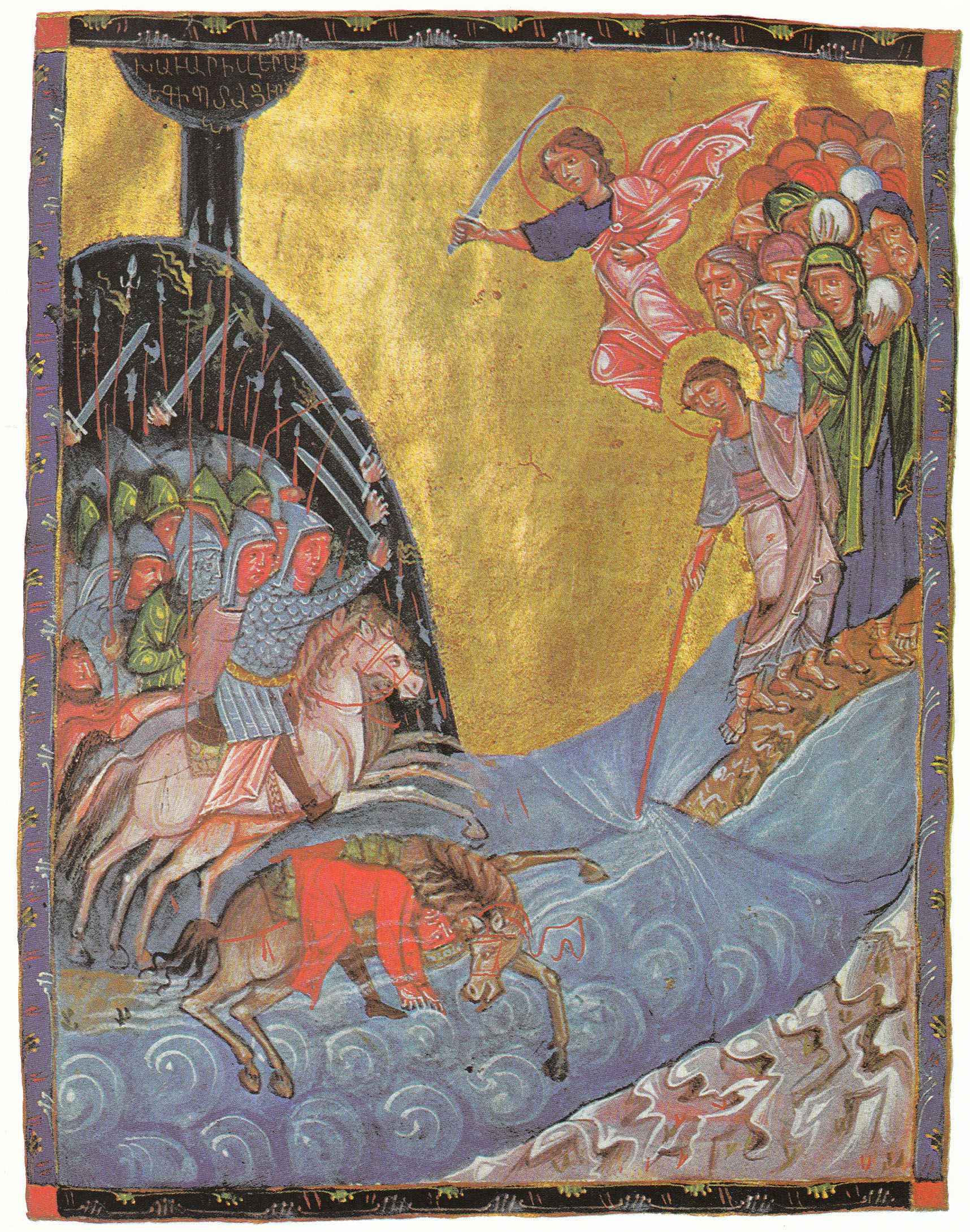
Миниатюра Тороса Рослина, 1266 год

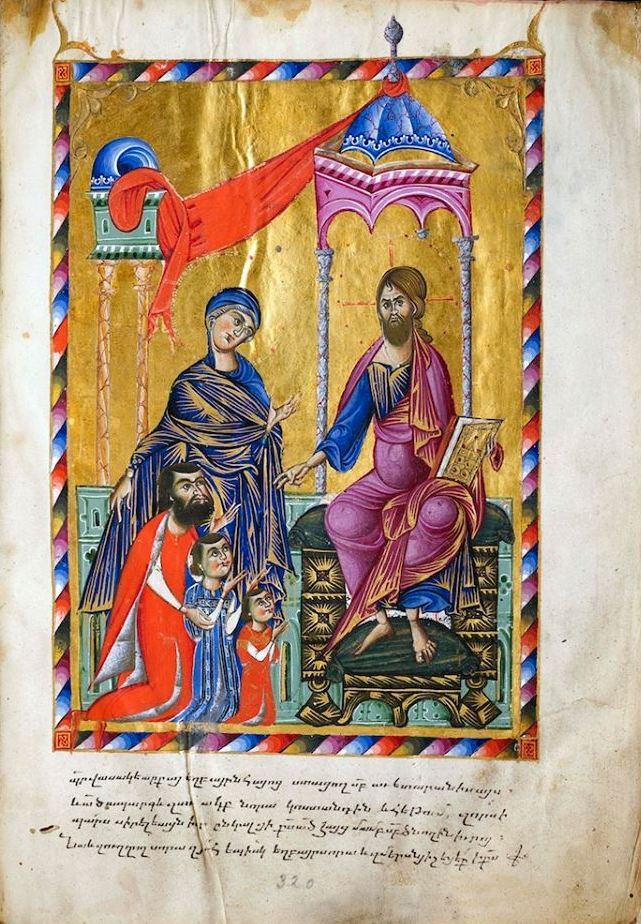
Миниатюра из Евангелия принца Васака, 1270 год
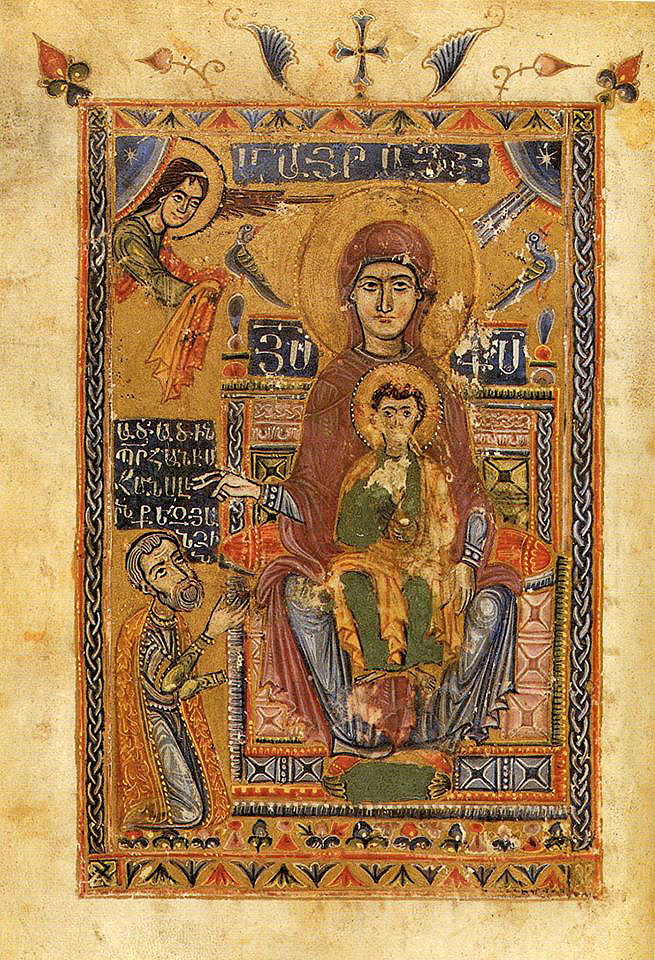
Миниатюра 1283 года, Британская библиотека
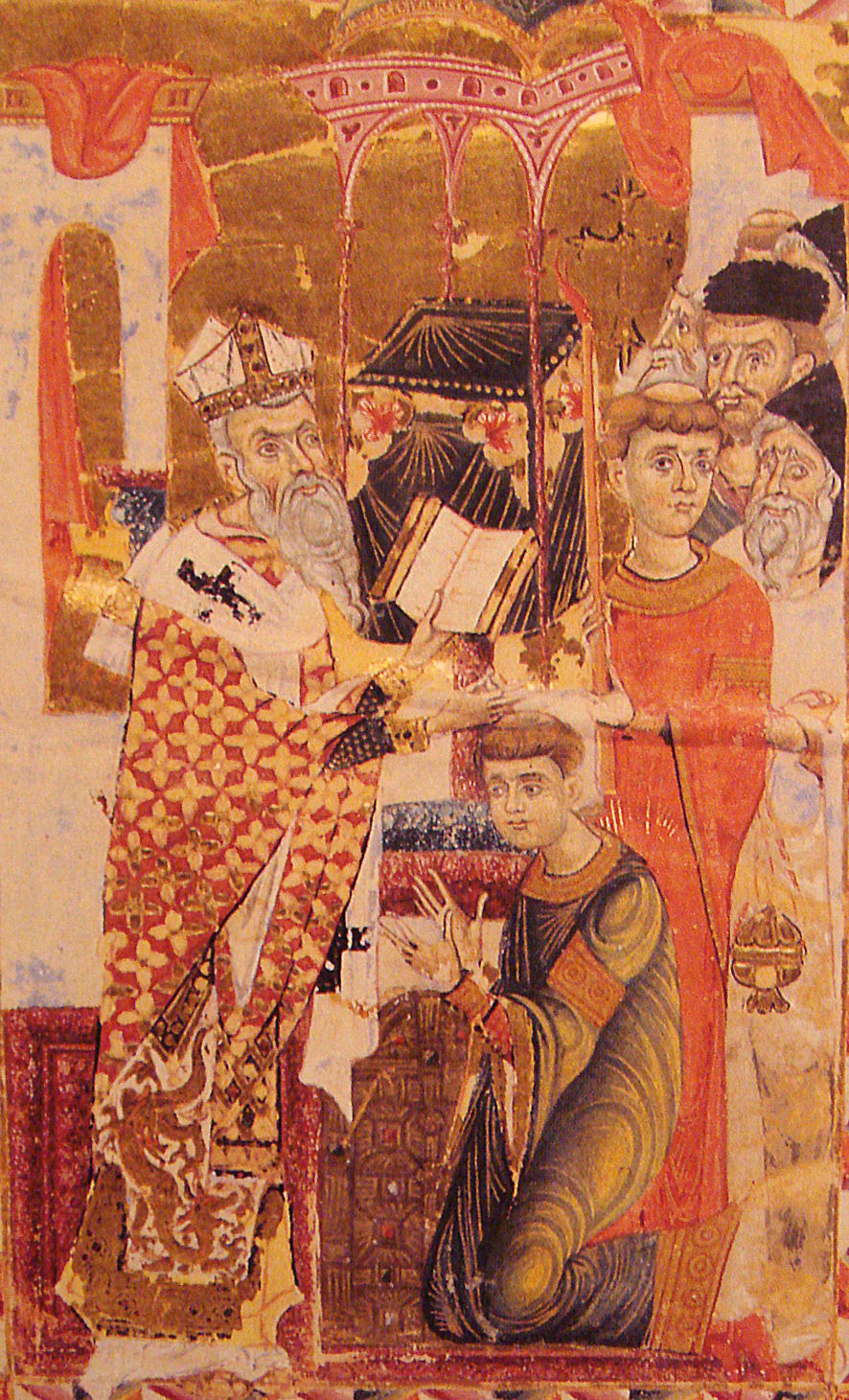
Манускрипт, 1287 год
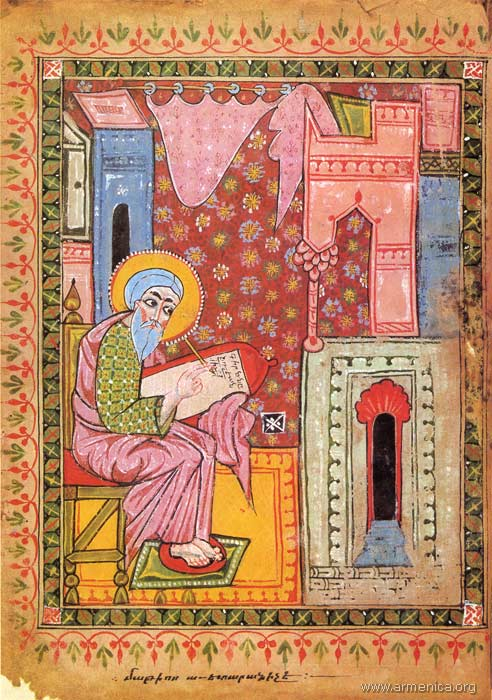
Евангелие XIV века, миниатюрист Григор
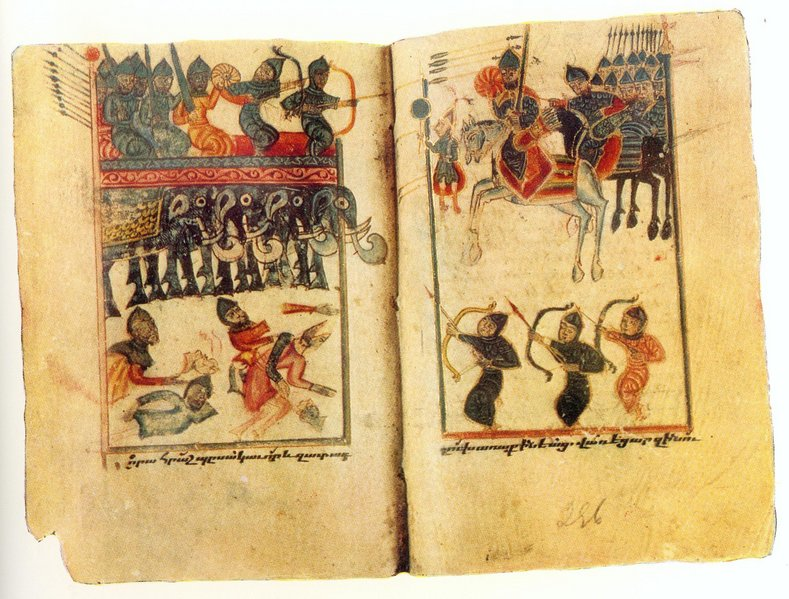
Аварайрская битва, миниатюра XV века

### Гладзорскаяшкола

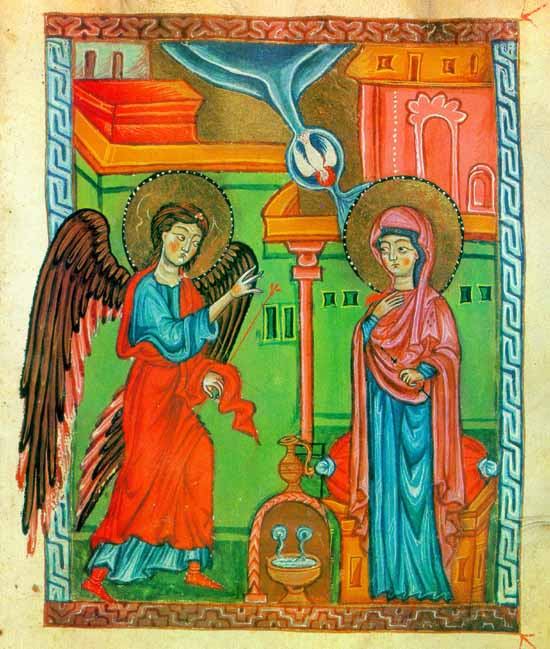
Миниатюра Тороса Таронаци, Гладзор, 1323 год

Гладзорская школа миниатюры развивалось в монастыре Гладзор в грачатуне Гладзорского университета с конца XIII-го до середины XIV века. В результате монгольских нашествии культурная жизнь Армении переживает временный упадок и только в конце XIII столетия благодаря княжеским домам Сюника Орбелян и Прошян удается вновь реанимировать творческую жизнь страны. Уже в начале XIV столетия Сюник являлся важнейшим центром художественного творчества Армении. Гладзорская школа миниатюры охватывает 60-летний период. Ранние представители этой школы Ованес и Матевос (Евангелие, 1292). Среди видных представителей — Момик и Торос Таронаци, оставили значительный след в истории армянской средневековой культуры. Один из лучших работ последнего — «Библия Есаи Нчеци», создана в 1318 году. Миниатюристу Аваку принадлежит иллюстрация Евангелия 1329 года. В орнаментальных мотивах, будучи под сильным влиянием киликийской школы, художники Гладзора во многих элементах проявляют значительную самостоятельность стиля. Одной из особенностей этой школы — своеобразная палитра цвета. Здесь встречаются мастерские художественные решения, в частности уникальный синтез черного и золотистого цветов. Традиции киликийской миниатюры в Гладзоре были развиты своеобразно, примыкая также к прогрессивному «палеологическому» искусству того времени. Характерные черты этого развития больше всего заметны во втором этапе развития гладзорской школы миниатюры, в работах младших мастеров. В дальнейшем, традиции гладзорской школы продолжились также в разных культурных центрах средневековой Армении. Если мастера Гладзора осуществили художественную обработку и синтез разных миниаюрных школ Армении, то некоторые из их прямых учеников оставили след в истории армянской миниатюры только повторением художественного стиля учителей. Гладзорская школа миниатюры являлась той частью средневекового армянского книжного искусства, которое больше всего носило влияние монументального и других видов искусств (Момик и Матевос были также архитекторами и скульпторами).

### Васпураканскаяшкола

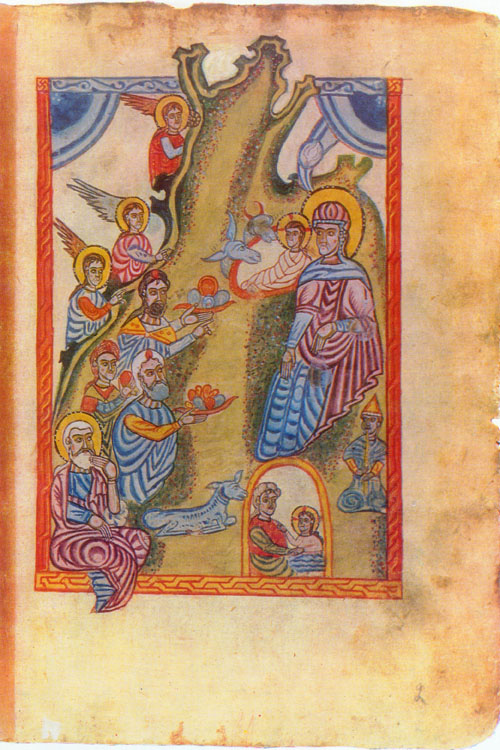
Закария Гнунеци, «Рождение и поклонение волхвов», XVI век

Васпураканская школа художественной миниатюры являлась самым большим и долговечным в истории армянской миниатюры. Иногда называется Ванской школой, от названия центрального города Васпуракана, города Ван. Рукописи, особенно XIII—XIV веков, своим художественным стилем прямо противоположны традициям тонкой художественной школы Киликии. Здесь преобладает более простой стиль и линейно-орнаментальный подход. Художественный стиль более архаичный, персонажи фронтальные. Первые центры этой школы формировались на севере Васпуракана — Арчеш, Арцке, Беркри. В позднем Средневековье намечаются изменения в стилевых и образных подходах миниатюристов. Видные мастера времени — Симеон Арчишеци, Хачер, Овисан, Меликседек, Вардан Арцкеци, Степанос. Среди особенностей миниатюрной техники XIII—XIV веков отмечается интерес к декоративно-плоскостным формам. Художники-миниатюристы достигают раскрытия темы, внутреннего драматизма как артистизмом штриха и цвета, так и краткими и ясными формами, вплоть до использования семантических и символических знаков. Первоочередное место дается одной из особенностей средневекового искусства — разномасштабности. Васпураканская школа миниатюры своим художественным и стилевым единством в целом носит религиозно-догматический характер, значительно наполненное местным национальным «художественным фольклором». Возрождением этой школы считается промежуток от 40—50-гг. XIV века до XVI век включительно. Бурно развиваются такие центры рукописного искусства, как Агбак, Ахтамар, Мецоп, Лим, Востан, Вараг, Хлат, Ван, и т. д.. В этот период был формирован особый стиль этой школы. Одним из первых мастеров школы становится Киракос Агбакеци, ему следует Закария Ахтамарци. Большой популярности достигают миниатюристы Востана, среди которых наиболее видный мастер Церун Цахкох. Его последователи — Туман, Псак, Григор Хлатеци, Аствацатур Абега и др.. Один из крупных центров этой школы был Хзан, где сохранились свои особые традиции до самого конца XVI века. Здесь творили талантливые миниатюристы Рстакес, Ованес Хизанци, Мкртич (40—70-гг. XV в.), Ованес (XV в.), Хачатур (XV в.) и др. Деятельность художников Багеша (и окраинных культурных центров) начинается сравнительно поздно — XVI—XVII вв.. Характерные черты васпураканской школы миниатюры больше проявлены в лучших работах второй половины XIV века и XV века в целом. Этот стиль сильно отличается декоративно-орнаментальным обликом. С конца XV-го — начала XVI века традиционный стиль школы начинает меняться. Отдельные художники (Минас, Исраель Ерец, Карапет Беркреци, Карапет Ахтамарци (XV в.), Закария Гнунеци, Вардан Багищеци, Хачатур Хизанци (XVI в.) еще сохраняли дух и мышление средневековой армянской миниатюры, однако уже с XVII века под влиянием особенно европейской книжной иллюстрации стиль и художественное мышление значительно меняются. В той или иной степени деятельность васпураканская школа продолжилось до XVIII века.

### Татевскаяшкола

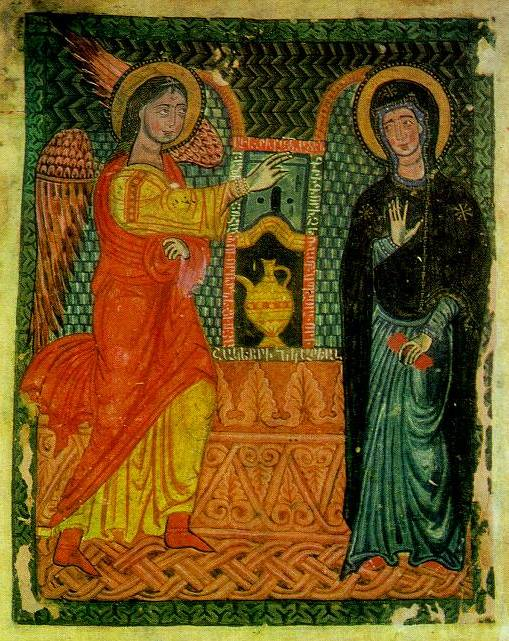
Миниатюра Григора Татеваци, 1378 год

Действовала в Татевском университете в области Сюник, ставшем в то время важнейшим центром художественного творчества Армении. Согласно историческим источникам в Татеве преподавалось искусство художества и книжной иллюстрации. Сохранились сравнительно малочисленные, но ценные миниатюры этой школы XIV—XV веков (в Татеве миниатюрная школа существовало уже в IX веке). Здесь продолжены лучшие традиции гладзорской школы миниатюры. Один из представителей татевской школы — Григор Татеваци, который в 1378 году иллюстрировал Евангелие. Последний в своих трудах многократно рассматривает вопросы эстетики, принципы которых сам применял в своих художественных работах. Мастерство Татеваци проявляется уникальной палитрой, где преобладают ярко-красный и синие цвета сочетаемые с коричневыми и желтыми оттенками. Его произведение отличается монументальностью и сохранностью пропорций фигур. Лица людей исполнены очень тонко и выразительно. Один из лучших мастеров начала XV века — Айрапет (упоминается также именем Нагаш Айрапет). Сохранилась часть иллюстрированной им Евангелия 1407 года. Сохранилась также «Айсмавурк» Айрапета. Многокрасочные рисунки художника — зрелые творения миниатюрного искусства, отличаются красочностью оттенков и изысканностью. В конце XV века в Татеве действовал миниатюрист Абраам. Развивая традиции Татевской и Гладзорских школы миниатюры он носил влияние творчества Тороса Таронаци. В Татеве были иллюстрированы также рукописи без тематических миниатюр. Татевская школа миниатюры просуществовала около 50 лет, оставив значительный след в истории армянской миниатюры.

### Галерея, XV—XVII века

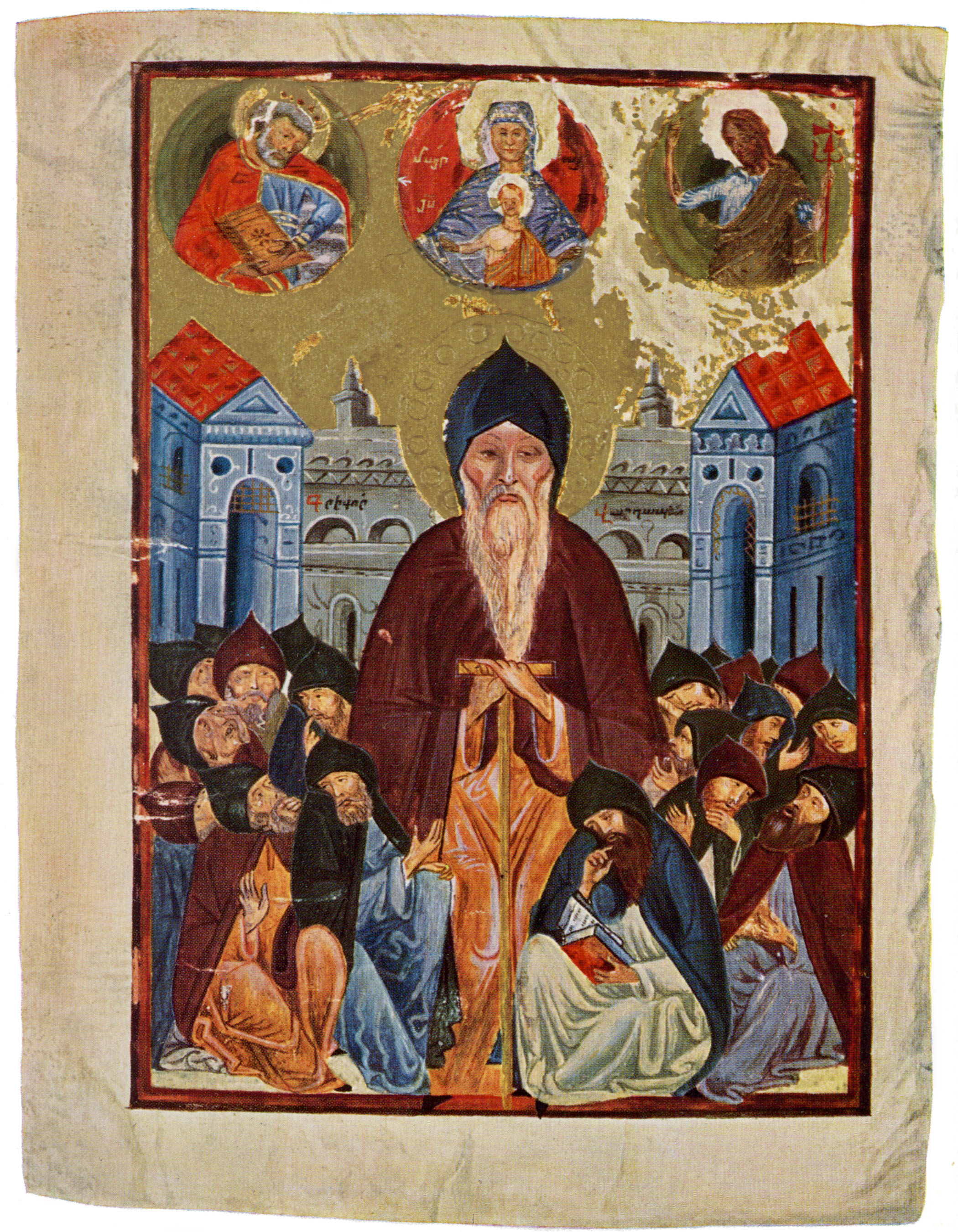
Портрет Григора Татеваци, 1449 год
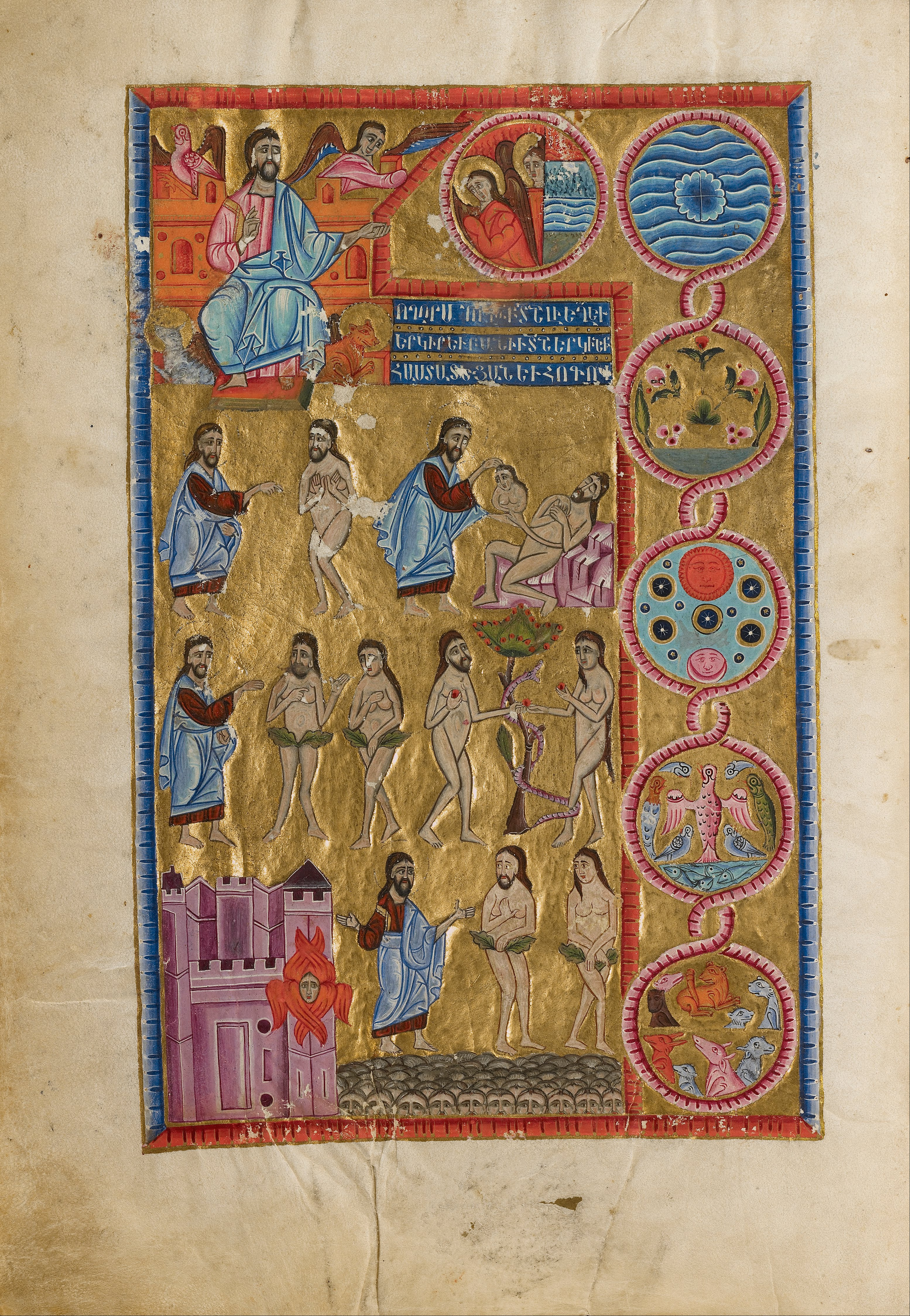
Сотворение мира. Миниатюрист Малназар, 1637—1638 годы
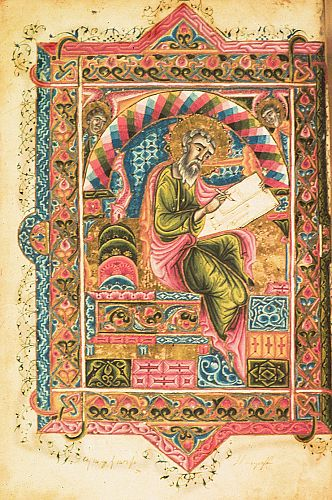
Миниатюра Акопа Джугаеци, 1610 год
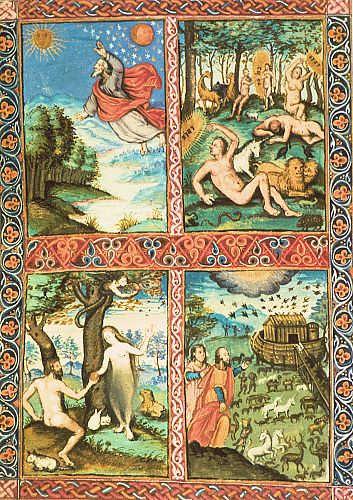
Миниатюра Казара Бабердци, 1619 год

### Крымская армянская миниатюра

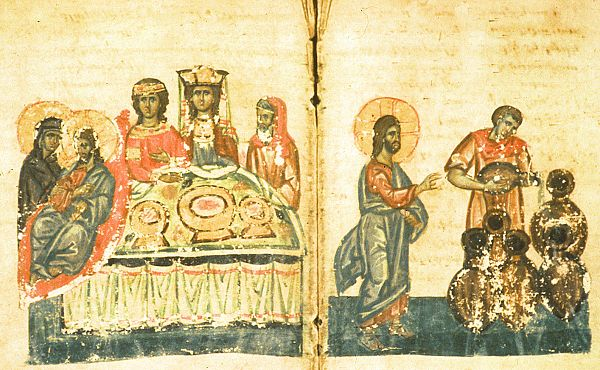
Миниатюра Григора Сукиасанц, Солхат, 1332 год

После ослабления и распада армянской государственности, Крым становится одним из центров развития армянской культуры. В армянских церквях и монастырях Крыма были написаны и иллюстрированы сотни рукописей (по некоторым данным до 500), из которых 300 ныне хранятся в Матенадаране. У художников крымской школы армянской миниатюры ярко заметны все основы и традиции миниатюрного искусства Армении (особое влияние оказало киликийская школа, а также традиции художественной миниатюры Байбурт-Эрзурумской области). Армянские миниатюристы создают высокопрофессиональное искусство, используя своеобразные сочетания штриха и разноцветности. Классический золотистый фон, часто заменялся темно-синим, что предавало миниатюрам особую выразительность и непостижимость. Наиболее важными центрами армянского книжного искусства являлись Кафа (ныне Феодосия) и Солхат (ныне Старый Крым). Здесь творили Григор Сукиасанц, Аракел, Аветис, Степанос и др. В XV веке, армянская культурная жизнь переживает некоторый упадок. Новый расцвет армянского миниатюрного искусства намечается с XVII столетия. Среди наиболее известных мастеров эпохи были Нагаш Эолпе, Никогайос Цахкарар, Хаспет, и др.

## Рукописи

### Евангелие царицы Млке
Рукопись IX века, согласно памятной записи первого составителя, написана в 862 году. Хранится в библиотеке древних рукописей Венецианских Мхитаристов. Содержит 6 хоранов, 4 изображения евангелистов, а также миниатюру «Воскрешение» (правильно - "Вознесение"). Рукопись называется по имени царицы Млке — второй супруги царя Васпуракана Гагика Арцруни. Рукопись считается одним из важных источников для исследования раннесредневековой армянской миниатюры. Миниатюры «Евангелия царицы Млке» хронологически следуют 4 миниатюрам VII века в «Эчмиадзинском евангелии». Миниатюры имеют монументальный характер — множественные колонны, радугаподобные арки, гармоничное, геометрическое строение. В «Воскрешении»  (правильно - "Вознесение") — на фоне авансцены четкая очерёдность групп сидящих и стоящих евангелистов в возвышенном положении. Две стоящие и две сидящие фигуры евангелистов указывают на истоки доиконоборческого периода (в частности Евангелие Рабулы).

### Эчмиадзинское Евангелие

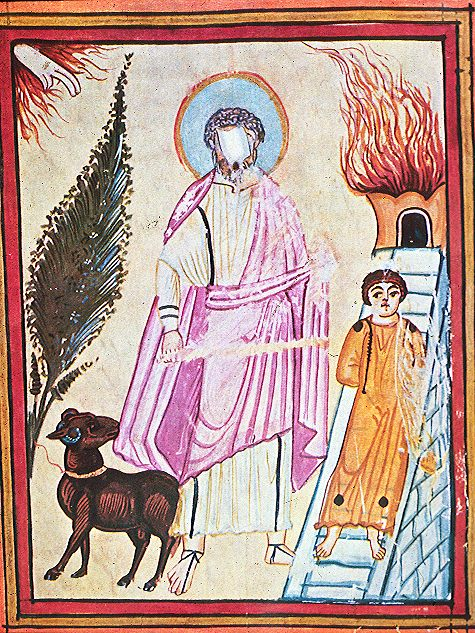
Эчмиадзинское Евангелие, миниатюра VI—VII веков

Написано в 989 году писцом Ованесом в церкви Бхено Нораванк в Сюнике. Заказчик монах Степанос. Рукопись содержит 233 листa размером 35 на 28 см. Хранится в Матенадаране. Рукопись представляет собой Евангелие-тетр, т.е. Четвероевангелие). В конце рукописи добавлены два листа (228, 229), в которых содержатся 4 миниатюры VI—VII веков. Оклад из слоновой кости, работы VI столетия. Особую художественную ценность представляют миниатюры, которые своим символическим характером касаются Посланий. Насыщенные, в то же время тёмныe и мягкие оттенки с ограниченным использованием зеленого, синего и золотистого цветов, создают впечатляющее разноцветие. Лица и характер персонажей напоминают фрески Лмбатаванка. «Эчмиадзинское Евангелие» играло важную роль в дальнейшем развитии армянского художества как в самой Армении, так и в Киликии.

### Карсское Евангелие
Рукопись XI века написана и иллюстрирована по заказу царя Карса Гагика Абасяна. Ныне хранится в монастыре Св. Акоба в Иерусалиме. Состоит из 481 листов. Листы в некоторых местах были разрезаны, а затем снова отреставрированы. Обложка из кожи, тип письма (шрифта) — "еркатагир". Заглавные буквы украшены рисунками листьев, цветов, головами животных. На краях расположены изображения различных птиц, животных и т. д., которые уникальны по своему высокому художественному уровню как в армянской, так и в византийской миниатюре XI века. В восточном стиле изображены царь Гагик, принцесса Марем, царица Горандухт.

### Ахпатское Евангелие

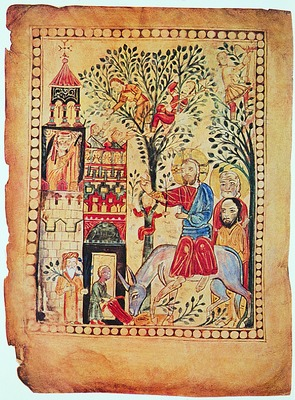
Вход Господень в Иерусалим. Миниатюра из Ахпатского Евангелия. Миниатюрист Маркаре, 1211 год

Было создано в начале XIII века в Ахпате двумя писцами. Имя первого писца неизвестно, а второй — Акоп, создал Евангелие по заказу священника из Ани. В Евангелии 360 листов. Иллюстрировал Евангелие миниатюрист Маркаре из Ани. Рукопись украшают 10 хоранов, миниатюры «Вход Господень в Иерусалим» (Л. 166) и «Посвящение рукописи Иисусу Христу заказчиком священником Сааком и его братом Аракелом» (Л. 17а). В миниатюре «Вход Господень в Иерусалим», постройки отражают архитектуру Ани, однако остальные элементы, вплоть до одежд, входят в иконографическую формулу монофизитских рукописей. Миниатюры «Ахпатского Евангелия» отличаются семантической многослойностью и этнографической ценностью.

### Евангелие царицы Керан

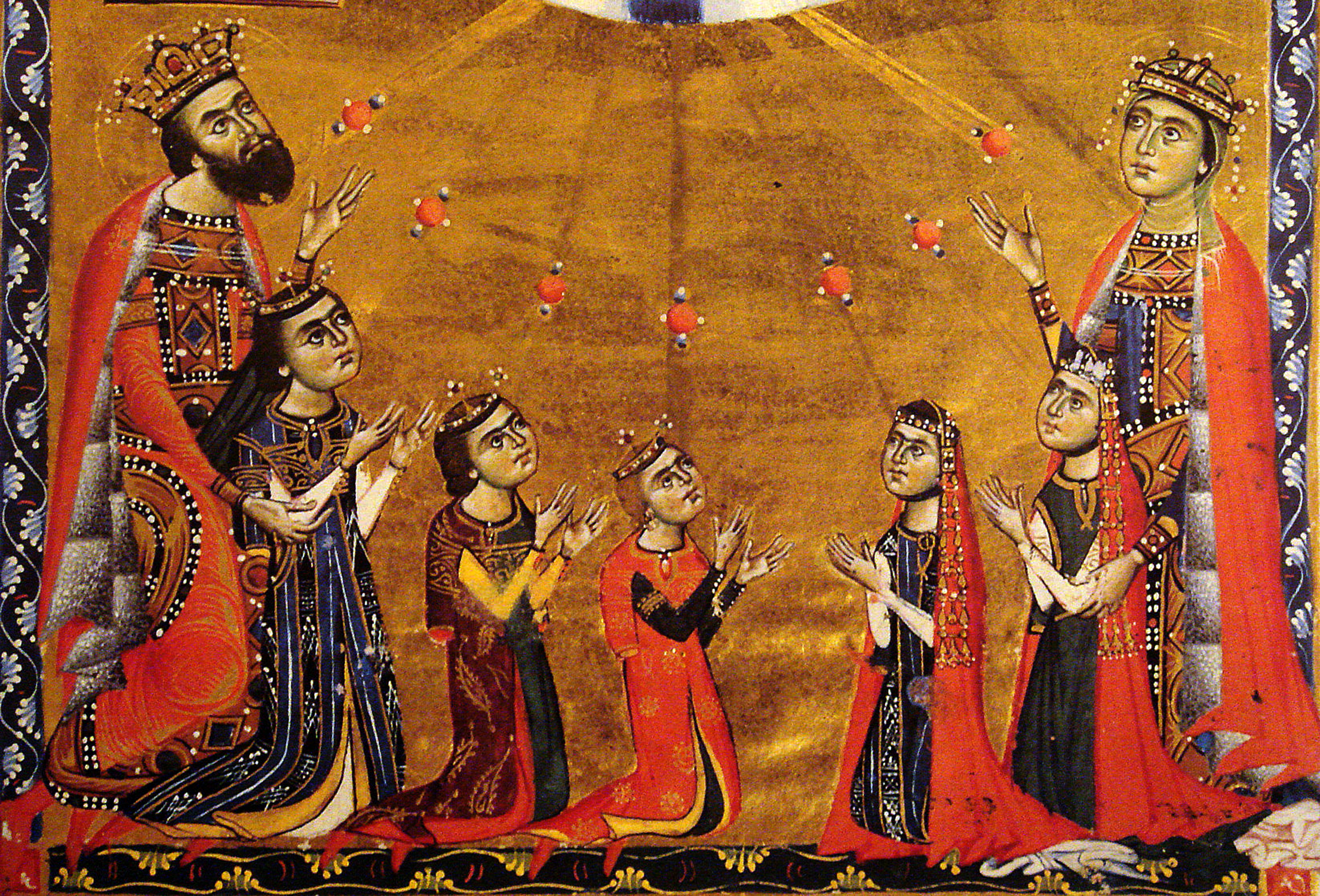
Евангелие царицы Керан. Царь Левон II, царица Керан и их наследники

Евангелие было написано и иллюстрировано в 1272 году в городе Сис Киликийской Армении по заказу царицы Керан. Писец Аветис. Рукопись хранится в Иерусалиме, в церкви св. Акобянц. Имя миниатюриста неизвестно. Одна из главных миниатюр изображает царя Левона III, царицу Керан вместе с наследниками. Миниатюра, кроме высокого художественного значения, имеет также и историческую ценность. Миниатюры, изображающие разные эпизоды жизни Христа («Рождество», «Распятие», «Воскрешение Лазаря», и т. д.), сохранив канонические художественные подходы, объединяют лучшие традиции киликийской школы второй половины XIII века.